# Ам-Гроссен-Брух
Ам-Гроссен-Брух (нім. Am Großen Bruch) — громада в Німеччині, розташована в землі Саксонія-Ангальт. Входить до складу району Берде. Складова частина об'єднання громад Вестліхе-Берде.
Площа — 50,12 км2. Населення становить 2050 ос. (станом на 31 грудня 2021).